# Faza snovi
Fáza snoví je v termodinamiki množica stanj makroskopskega termodinamskega sistema s homogeno kemijsko sestavo in fizikalnimi lastnostmi (npr. gostoto, kristalno strukturo, lomnim količnikom ipd.).
Najbolj znane faze so agregatna stanja snovi:
- trdnina
- kapljevina
- plin

Med faze snovi uvrščamo tudi plazmo, Bose-Einsteinov kondenzat, fermionski kondenzat, paramagnetno in feromagnetno fazo magnetnih snovi.
Termodinamski sistem med fazami prehaja s faznim prehodom.